# سوراخ‌گیر (زیور آلات)

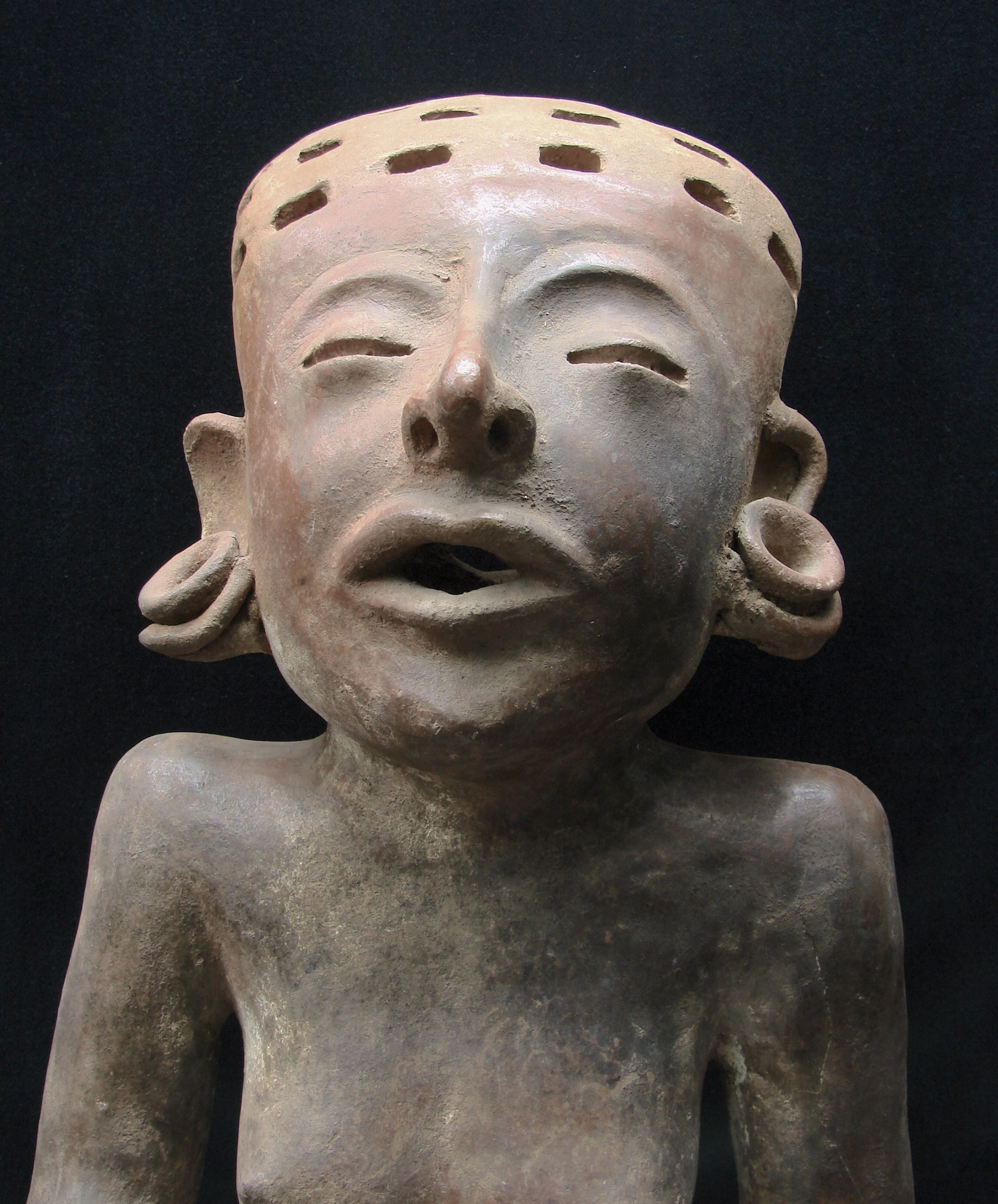
تندیس یک توتوناک که سوراخگیر بر گوش کرده است.

سوراخ‌گیر (انگلیسی: Plug) که با عناوینی همچون «درپوش گوش» و «ماسورهٔ گوش» نیز شناخته می‌شود، یکی از زیورآلاتی است که در دستکاری بدن استفاده می‌شود. این نوع از زیورآلات، قطعه‌ای کوتاه و استوانه‌ای است که معمولاً در سوراخ‌کاری بدن استفاده می‌شود. درپوش گوش را به خاطر اندازه‌شان که بزرگتر و ضخیمتر از گوشواره‌های فلزی معمولی هستند از مواد متعددی مثل پلی، سیلیکون، پرسلان، فلز، چوب، استخوان، سنگ، شاخ و شیشه می‌سازند. استفاده از این جواهر به زمان باستان باز می‌گردد.